# Gottsegen György
Gottsegen György (Budapest, Terézváros, 1906. június 18. – Dubrovnik, Jugoszlávia, 1965. május 7.) magyar orvos, belgyógyász, az Országos Kardiológiai Intézet alapítója.

## Életpályája
Gottsegen Ákos (1881–1958) ügyvéd és Russnyák Zsófia (1882–1946) fiaként született. Tanulmányait Párizsban és Bécsben végezte, oklevelet 1929 februárjában az osztrák fővárosban szerzett. A helyi Wenkebach klinikán (belgyógyászati klinika) helyezkedett el, később Darmstadt és Ratibor városi közkórházainak belosztályain is dolgozott külföldi asszisztensként. 1931 és 1944 között a Pesti Izraelita Hitközség Szabolcs Utcai Kórházában folytatta tevékenységét, ahol előbb segéd-, majd alorvos és végül tudományos munkatárs lett. 1934-ben a pécsi Erzsébet Tudományegyetemen honosíttatta diplomáját. A második világháború alatt két alkalommal munkaszolgálatra hívták be. 1945-ben az Országos Társadalombiztosítási Intézet (OTI) orvosigazgatója lett, 1950-től kezdve a Szent Imre (Tétényi úti), majd 1952-től 1957-ig a Szent István Kórház belgyógyászati osztályát vezette. 1947-ben a Pázmány Péter Tudományegyetemen magántanári képesítést szerzett.
1957-ben a szűkös anyagi körülmények ellenére közbenjárásának köszönhetően megalakult az Országos Kardiológiai Intézet, amelynek haláláig igazgatója volt. Az új intézményben az első szívműtétet 1957 decemberében végezték. 1959-től egyetemi tanár, 1962-től az orvostudományok doktora. Egy külföldi konferencián, Dubrovnikban hunyt el 1965-ben.
Tudományos munkássága főleg a szív és vérkeringés betegségeit, a vesebajosok haematológiai elváltozásait és a tüdőödéma kutatását érintette. Tiszteletbeli tagja volt a Nemzetközi Kardiológiai Társaságnak és az Olasz Kardiológiai Társaságnak.
Felesége Erdély Edit (1908–1963) tanár volt, Erdély Zsigmond és Halpert Gabriella lánya, akit 1934. november 25-én Budapesten vett nőül.

## Publikációi
- A szívbetegségek vizsgálatáról és kezeléséről (Budapest, 1929)
- Meglepetések penicilinkezelés során (Budapest, 1947)
- Vitálkapacitás-meghatározások klinikai jelentőségéről (Budapest, 1948)
- Légzési vizsgálatok balszívelégtelenségben és bronchospastikus állapotokban (Budapest, 1951)
- Tüdőgyulladások a felnőttkorban (Budapest, 1951)
- Prüfung der Wirksamkeit von Strophanthin-Präparaten an Herzkranken (Budapest, 1954)
- A WPW-jelenség keletkezésének mechanizmusáról. Bodrogi Györggyel. (Budapest, 1960)
- Szívbetegségek (Budapest, 1961)
- A funkcionális aortabillentyű-elégtelenségről. Romoda Tiborral. (Budapest, 1961)
- Életkor és pangás hatása a máj és lép distensibilitására. Hollósi Katalinnal és Kálmán Péterrel. (Budapest, 1961)
- 1:1 átvezetésű pitvarlebegés Wenckebach-periódusokkal csecsemőkorban. Záborszky Bélával. (Budapest, 1962)
- A Fallot-tetralogia nem cyanotikus formájáról. Záborszky Bélával. (Budapest, 1962)
- Szívkatheterezés kiváltotta pitvari tachykardia blokkal. Romoda Tiborral. (Budapest, 1962)
- Adatok a dekompenzált cor pulmonale diagnosztikájához. Kellner Mariannával és Török Eszterrel. (Budapest, 1962)
- Psychogen kamraremegés. Török Eszterrel. (Budapest, 1963)
- A chinidin cardiotoxikus hatásának kivédése isopropylnoradrenalinnal. Östör Erikával. (Budapest, 1963)
- A légzés betegségei (Budapest, 1966)

## Díjai, elismerései
- Köztársasági Érdemérem arany fokozata (1948)

## Emlékezete
- 1997-től nevét viseli a Gottsegen György Országos Kardiológiai Intézet.
- Nevét őrzi a Gottsegen György Alapítvány az Országos Kardiológiai Intézetért.